# Saó
|  | Per a altres significats, vegeu «Saó de Samotràcia». |

Saó és una revista mensual fundada el 1976 a València i dirigida per mossèn Josep Antoni Comes, mossèn Vicent M. Cardona i Puig i Emili J. Marín i Soriano.
És una de les primeres revistes editades en valencià després de la mort de Francisco Franco. La seva inspiració és cristiana basada en el Concili Vaticà II, i tracta temes d'actualitat, culturals, socials, religiosos, etc. i reconeix i defensa la unitat cultural i lingüística del País Valencià amb Catalunya i les Illes Balears. Gaudeix d'un gran prestigi pel tractament i la seriositat dels temes publicats. Celebra un sopar anyal on es fa un homenatge a alguna personalitat cultural dels Països Catalans.
L'any 2009 la Generalitat Valenciana cancel·la el conveni pel qual la revista anava a organismes públics com ara biblioteques fet que provoca una crisi a la revista la solució de la qual passa per la cerca de nous subscriptors. El 2012 va rebre a L'Eliana el Guardó a l'Ús Social del Valencià atorgat per Escola Valenciana. Des de l'any 2010 és dirigida per Vicent Boscà i Perelló.

## Multimèdia
- Entrevista amb Vicent Boscà, realitzada a Ràdio Klara i transparent, any 2024.